# Casablanca (Chili)
Pour les articles homonymes, voir Casablanca (homonymie).
Casablanca est une ville et commune située dans les province et région de Valparaíso au Chili. La ville est peuplée de 21 874 habitants (recensement de 2002).

## Géographie
La ville de Casablanca est située sur la Route 68 entre Santiago et la ville de Valparaíso, à environ 30 minutes au sud-est de Valparaiso et à 50 minutes au nord-ouest de Santiago en voyage par voiture. La commune de Casablanca s'étend sur 952,5 km².

## Démographie
Selon le recensement de 2002 de l'Institut national de la statistique, Casablanca s'étend sur 952,5 km² et possède  21 874 habitants (11 127 hommes et 10 747 femmes). Parmi ceux-ci, 15 209 (69,5%) vivent dans des zones urbaines et 6 665 (30,5%) dans les zones rurales. La population a augmenté de 31,9% (5 284 personnes) entre les recensements de 1992 et 2002.

## Administration
En tant que commune, Casablanca est une division administrative de troisième niveau du Chili, qui est administrée par un conseil municipal et qui est dirigé par un alcade directement élu. 

L'Alcalde 2008-2012 est Manuel Jesús Vera Delgado. Le conseil communal est composé des personnes suivantes:
- Rodrigo Martínez Roca
- Roberto Burgos González
- Pedro Caussade Pitté
- Ángel Poggi Saa
- Laura Reyes Salazar
- Enrique Heck Escalante

L'Alcalde 2012-2016 est Rodrigo Martínez Roca (RN). Le conseil communal est composé de:
- Susana Pinto Alcayaga (PDC)
- Pedro Caussade Pitte (UDI)
- Mauricio Palacios Pérez (PRSD)
- Karen Ordóñez Urzúa (PS)
- Ilse Ponce Álvarez (RN)
- Patricia Díaz Silva (PDC)

Dans les circonscriptions du Chili, Casablanca appartient à la 15e circonscription et à la 6e circonscription sénatoriale.

## Économie
Sur le territoire de la commune sont produits des vins blancs réputés en particulier le Sauvignon blanc et le Chardonnay. Cette reconnaissance résulte de la  conjonction de facteurs climatiques favorables telles que la fraicheur de la brise marine qui ralentit le murissement des raisins et aboutit à des vendanges plus tardives que dans les autres régions viticoles chiliennes, des caractéristiques d'un sol pauvre et sableux mais également la position de la commune sur la route reliant les deux principales agglomérations du pays (Santiago et Valparaiso).

## Relations internationales

### Jumelage
La ville de Casablanca est jumelée avec:
 Comté de Napa (Californie), États-Unis